# Malefetsane Pheko
Malefetsane Pheko (ur. 25 października 1972 w Maseru) – sotyjski piłkarz występujący na pozycji pomocnika.

## Kariera klubowa
Pheko przez całą karierę był zawodnikiem Lesotho Defence Force FC, w którym grał w latach 1992-2006.

## Kariera reprezentacyjna
Pheko wziął udział w COSAFA Cup 2000 roku. Podczas tego turnieju Lesotho dotarło do finału, w którym polegli w dwumeczu z Zimbabwe, dwa razy po 0:3. W 2004 roku Pheko reprezentował Lesotho w COSAFA Cup 2004, gdzie jego reprezentacja odpadła po pierwszej rundzie, przegrywając w karnych z Botswaną. Pheko strzelił swoją jedenastkę, a decydującego karnego nie trafił Lehlohonolo Seema. Ma za sobą występy w reprezentacji podczas kwalifikacji do Mistrzostw Świata 2002 i 2006. W kadrze narodowej od 1997 do 2006 rozegrał 28 meczów.